# Miyuki Matsushita
Miyuki Matsushita (松下 美由紀 Matsushita Miyuki?,  Prefectura de Saitama, Japón; 24 de diciembre de 1969) es una seiyū japonesa afiliada a Arts Vision.

## Roles interpretados

### Anime
- Jackie y su mascota (Kate Addleton)
- Saiyuki (Xiahua)
- The Twelve Kingdoms (Hōrin)
- Wedding Peach (Erika)

### OVA
- Urotsukidoji (Hime Kyo-o)
- Nightmare Campus (Yuko)

### Videojuegos
- Ape Escape (Ukki Pink)
- Dokyusei 2 (Yui Narusawa)
- Variable Geo (Erina Goldsmith)
- Fire Woman Matoi-gumi (Lemon)
- Princess Maker 2 (Patricia Hearn)
- Princess Maker Pocket Daisakusen (Patricia Hearn)
- Vampire Savior: The Lord of Vampire (B.B. Hood, Q-Bee)
- Marvel vs. Capcom 2: New Age of Heroes (B.B. Hood)